# Derek Trucks

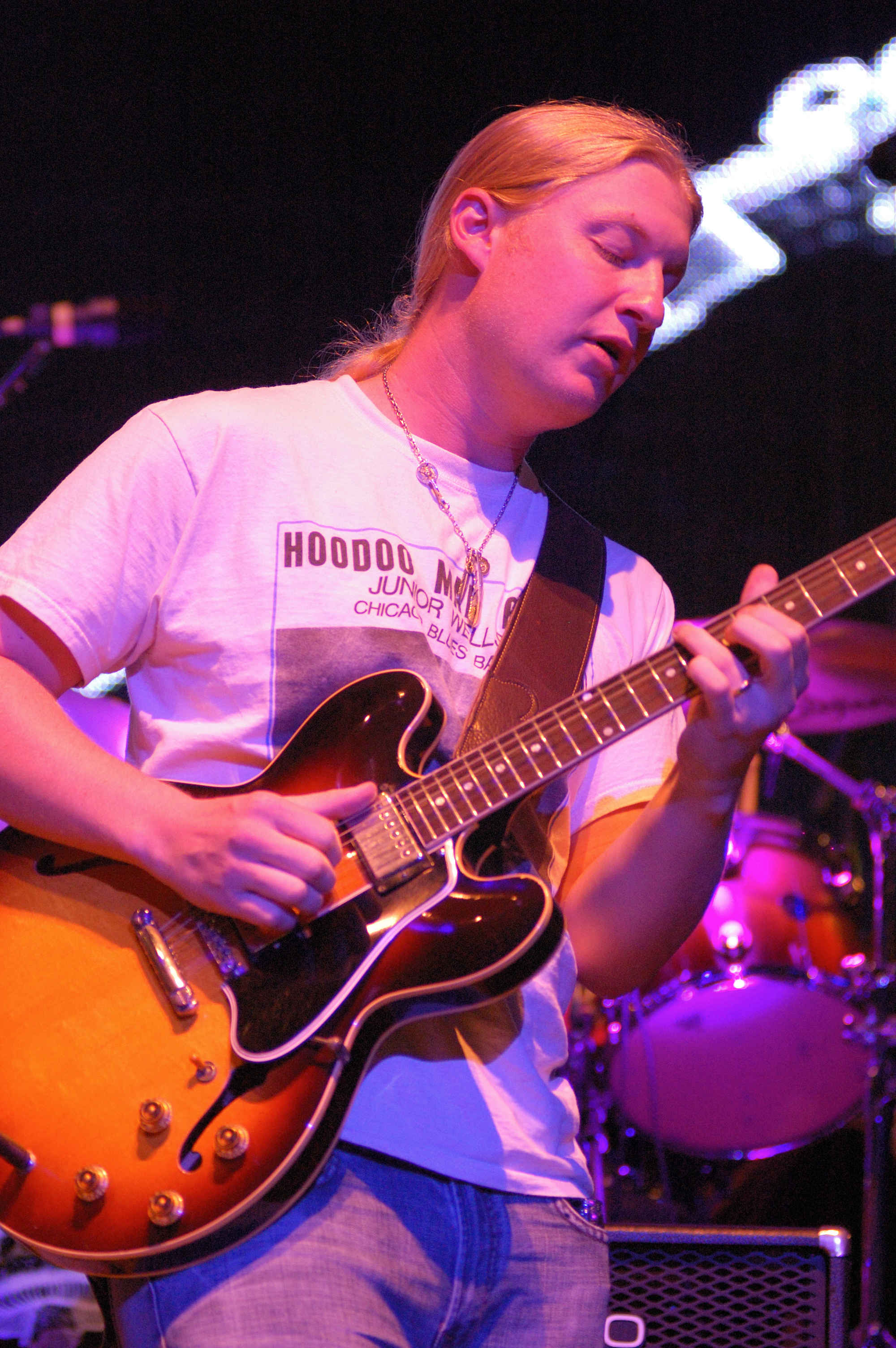
Derek Trucks bei einem Konzert der Allman Brothers 2009

Derek Trucks (* 8. Juni 1979 in Jacksonville, Florida) ist ein US-amerikanischer Gitarrist und war Bandleader der Derek Trucks Band. Daneben war er von 1999 bis 2014 Mitglied der Allman Brothers, die sein Onkel Butch Trucks mitgegründet hat. 
Mit seiner Frau Susan Tedeschi gründete er 2010 die Tedeschi Trucks Band. Bekannt ist er für sein herausragendes Slidespiel sowie seinen Stilmix aus Blues, Southern Rock, Funk, Jazz und Weltmusik.

## Biografie
Trucks nahm zum ersten Mal im Alter von neun Jahren eine Gitarre in die Hand. Er spielte bei zunehmendem instrumentalistischem Können mit zahlreichen lokalen Musikern, die sein herausragendes Talent anerkannten. Mit elf Jahren hatte er seinen ersten eigenen Auftritt und mit zwölf seine erste Band. Ab diesem Zeitpunkt spielte er so viel wie ein professioneller Musiker. 1994 gründete er schließlich die Derek Trucks Band. Deren Besetzung war:
- Derek Trucks – Gitarre
- Kofi Burbridge – Keyboard, Flöte, Gesang
- Todd Smallie – Bass und Gesang (1994-heute)
- Yonrico Scott – Schlagzeug, Percussion, Gesang (1995-heute)
- Mike Mattison – Gesang (2002-heute)
- Count M'Butu – Percussion

1999 wurde er neben seinem Onkel Butch Trucks Mitglied bei den Allman Brothers.
Trucks entwickelte früh eine Vorliebe für klassische indische Musik. Er erhielt Unterricht vom indischen Sarod-Virtuosen Ali Akbar Khan in San Rafael, Kalifornien.
Derek Trucks ist seit 2001 mit der neun Jahre älteren Bluessängerin und -gitarristin Susan Tedeschi verheiratet. Die Bands des Künstlerehepaares spielten in der Vergangenheit auch oft unter dem Namen Soul Stew Revival zusammen. Die beiden haben zwei Kinder, die von den Eltern regelmäßig mit auf Tour genommen werden.
2010 beschlossen Trucks und Tedeschi, eine gemeinsame Band zu gründen. Nach einer erfolgreichen Tournee und Auftritten u. a. bei Eric Claptons „Crossroads 2010“-Festival wurde 2011 das Album Revelator der Tedeschi Trucks Band veröffentlicht. Den Aufnahmen gingen intensive Songwriting-Sessions auf dem gemeinsamen Anwesen der beiden Musiker in Jacksonville, Florida, voraus. Gäste hier waren unter anderem John Leventhal (Johnny Cash, Paul Simon), Jeff Trout (Counting Crows), Ryan Harris (John Mayer) und Gary Louris (The Jayhawks). Tedeschi beschreibt die Arbeit als „ein echtes Songwriting Camp“.
Das amerikanische Musikmagazin Rolling Stone listete Trucks 2011 als jüngsten Gitarristen auf Rang 16 der 100 größten Gitarristen aller Zeiten. In einer Liste aus dem Jahr 2003 hatte er bereits Rang 81 belegt. Ebenfalls 2011 wurde die Derek Trucks Band mit dem Blues Music Award als „Band of the Year“ ausgezeichnet.

## Stil & Equipment

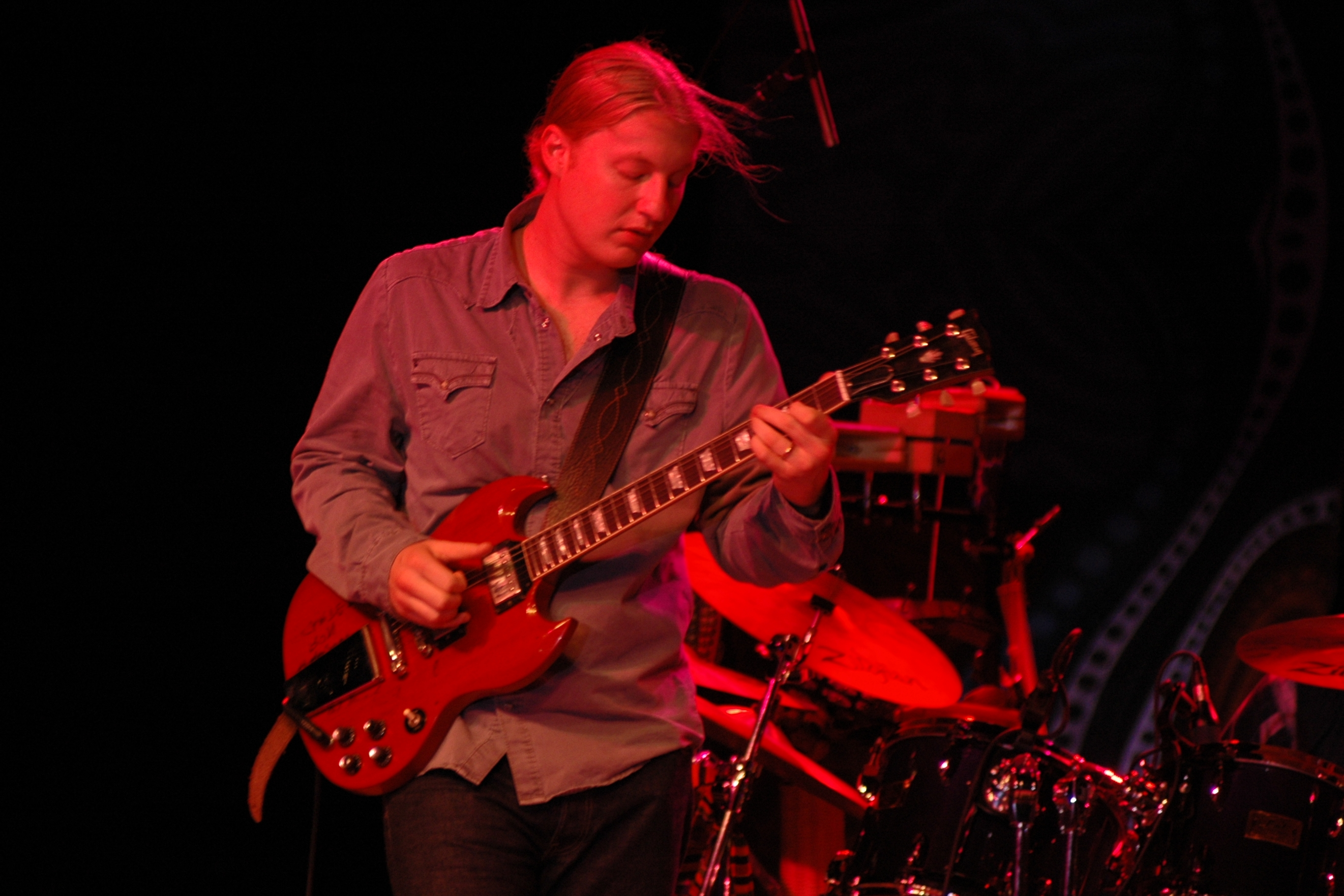
Derek Trucks mit seiner Gibson SG (2006)

Trucks' Stil ist vor allem von Blues- und Slidegitarristen wie Duane Allman oder Elmore James geprägt. Auf ein Plektrum verzichtet er völlig. Trucks spielt in seinen Soli vor allem die klassische Blues-Skala, jedoch oft mit klassischen indischen Einschlägen. In den meisten seiner Gitarren-Soli sind indische Raga-Elemente hörbar.
Als Gitarre kommt hauptsächlich eine Gibson SG Standard 1962 Reissue zum Einsatz, die von zahlreichen Musikern wie B.B. King, Bob Dylan oder John Lee Hooker signiert ist. Er verwendet stets den gleichen 1965 Fender Super Reverb Amp, in den Pyle Driver Speaker verbaut sind. Insgesamt hält Derek Trucks sein Equipment sehr puristisch.

## Diskographie

### Mit The Derek Trucks Band
Alben:
- The Derek Trucks Band (1997)
- Out Of The Madness (1998)
- Joyful Noise (2002)
- Soul Serenade (2003)
- Live at Georgia Theatre (2004)
- Songlines (2006)
- Already Free (2009) (Grammy 2010 Best Contemporary Blues Album)
- Roadsongs (2010)

DVDs:
- Songlines Live (2006)
- Auftritte beim Crossroads Guitar Festival 2007 und 2010

### Mit The Allman Brothers Band
Alben:
- Peakin' at the Beacon (2000)
- Hittin' the Note (2003)
- One Way Out (2004)

DVDs:
- Live at the Beacon Theatre  (2003)

### Mit The Tedeschi Trucks Band
- Revelator (2011)
- Everybody's Talkin‘ (Live) (2012)
- Made Up Mind (2013)
- Let Me Get By (2016)
- Live From The Fox Oakland (2017)
- Signs (2019)
- Layla Revisited (Live at Lockn’) (2021)
- I Am The Moon – 1. Crescent (2022)

### Gastauftritte
- Storm Warning von Tinsley Ellis (1994)
- Come on in This House von Junior Wells (1997)
- Searching for Simplicity von Gregg Allman (1997)
- Live... With a Little Help from Our Friends von Gov’t Mule (1999)
- Live in the Classic City von Widespread Panic (2002)
- Wait For Me von Susan Tedeschi (2002)
- Little Worlds von Béla Fleck and the Flecktones (2003)
- The Best Kept Secret von Jerry Douglas (2005)
- Hope and Desire von Susan Tedeschi (2005)
- The Road to Escondido von J. J. Cale und Eric Clapton (2006)
- Skin Deep von Buddy Guy (2008)
- Here and Gone von David Sanborn (2008)
- The Blues Roll On von Elvin Bishop (2008)
- Back to the River von Susan Tedeschi (2008)
- Lifeboat von Jimmy Herring (2008)
- Guitars von McCoy Tyner (2008)
- The Imagine Project von Herbie Hancock (2010)
- Clapton von Eric Clapton (2010)
- Trial von Dr. John (2010)
- Roots von Johnny Winter (2011)
- Great Gypsy Soul von Tommy Bolin (2012)
- Greatest Hits: Live at Montreux 2011 von Santana (2012)
- Live at the Royal Albert Hall 2011 von B. B. King (2012)
- Eric Clapton Guitar Festival 2013 mit Eric Clapton

## Pressestimmen
„Dass dieser Mann mit seinen nunmehr gerade mal 26 Lenzen bereits unzählige Live-Gigs hinter sich hat, ist von der ersten Sekunde an zu hören. Er spielt sein Instrument auf einem Niveau, dass mir als Volllaien einfach nur die Spucke wegbleibt.“

„Auf ihrem neuen Album experimentiert die Derek Trucks Band mit bekannten Versatzstücken aus Jazz, Blues und Reggae, aber auch aus indischer, pakistanischer und afrikanischer Musik, die von Gitarrenwunder Trucks im Gleitflug zu einer komplexen musikalischen Geografie verknüpft werden.“